# USS Macon (ZRS-5)

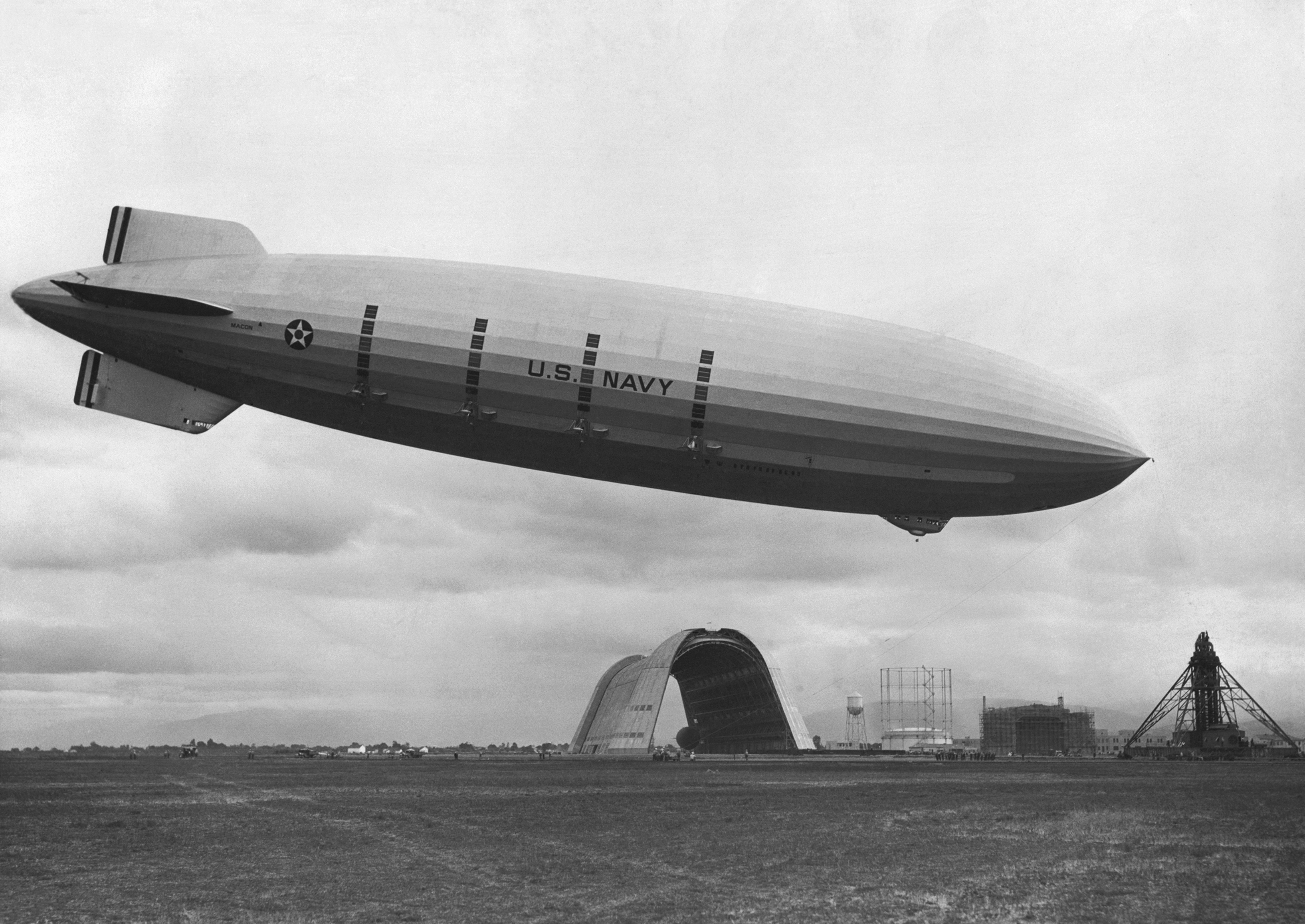
El Macon en un vuelo sobre Moffett Field

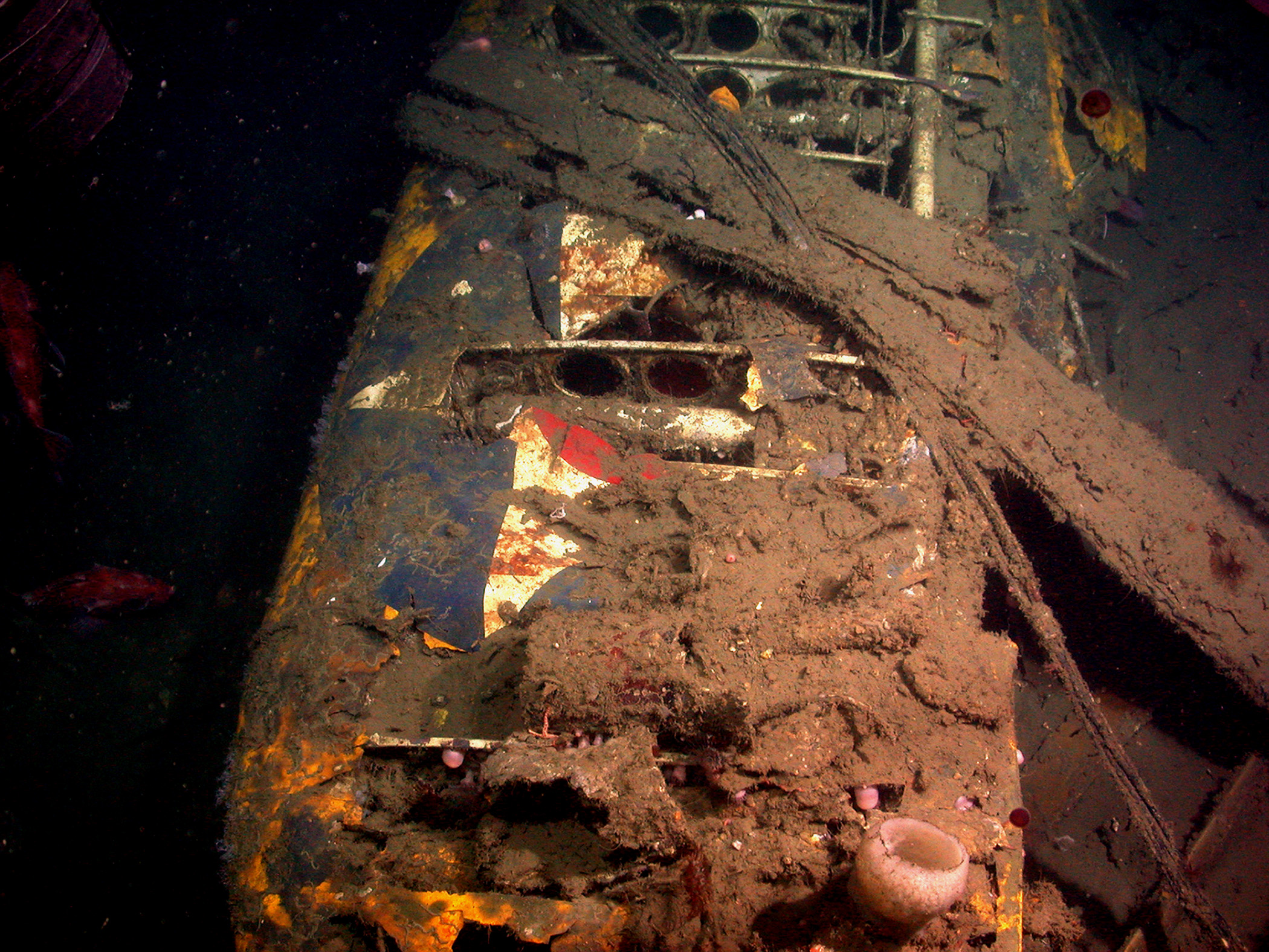
El emblema aéreo estadounidense anterior a 1941 todavía visible en el fuselaje sumergido de uno de los aeroplanos del Macon

El USS Macon (ZRS-5) fue un dirigible rígido construido y operado por la Armada de los Estados Unidos. Diseñado en 1928 para misiones de reconocimiento, también sirvió como nave de carga de biplanos, portando cinco monoplazas Curtiss F9C Sparrowhawk o biplazas Fleet N2Y-1 de entrenamiento. Estuvo en servicio menos de dos años. 
En 1935, el Macon resultó dañado durante una tormenta y se perdió en las costas del sur de California, aunque la mayor parte de la tripulación se salvó. El lugar del incidente está consignado como «Los Restos del USS Macon» en el Registro de Lugares Históricos Nacionales de Estados Unidos.
Poco menos de 6 metros más corto que el dirigible alemán Hindenburg, tanto el Macon como su nave gemela (el USS Akron), fueron las aeronaves de helio más grandes del mundo en términos de longitud y volumen.

## Construcción
El USS Macon fue construido en el Goodyear Airdock de Springfield Township, Summit County, Ohio (Estados Unidos) por la Corporación Goodyear-Zeppelin.
Fue la aeronave más grande jamás construida en los Estados Unidos. Un equipo de ingenieros alemanes de aeronaves dirigido por el diseñador en jefe Karl Arnstein, instruyó y asesoró a los técnicos de la empresa americana en la elaboración del diseño y en la construcción de las aeronaves Akron y Macon para la Armada de los Estados Unidos.

## Historial de servicio

### 1933
El 24 de junio de 1933 el Macon partió del campo de Goodyear rumbo a la Estación Naval de Lakehurst, Nueva Jersey, donde la nueva nave permaneció durante el verano mientras se realizó una serie de vuelos de entrenamiento.
El Macon tuvo una carrera mucho más productiva que el Akron, que sufrió un accidente el 4 de abril de 1933. Los comandantes del Macon desarrollaron la doctrina y las técnicas de uso de la aeronave para el reconocimiento de territorio mientras la nave permanecía oculta a la vista de las "fuerzas enemigas" durante los ejercicios militares. El Macon participó en varios ejercicios de flotilla en formación, si bien las personas que diseñaron y llevaron a cabo los ejercicios no llegaron a comprender las posibilidades ni las debilidades de estas aeronaves. Se le cambió el sistema de control de aterrizaje, y más adelante se reemplazó un tanque de combustible, dándole a la aeronave un 30 por ciento más de autonomía.

Algunos detalles de diseño
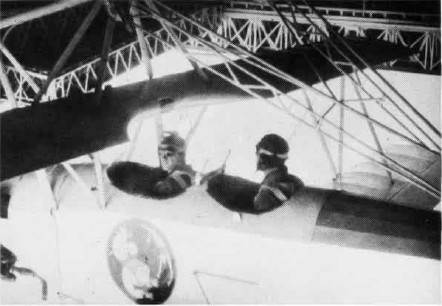
Interior de un biplano suspendido del fuselaje del Macon.
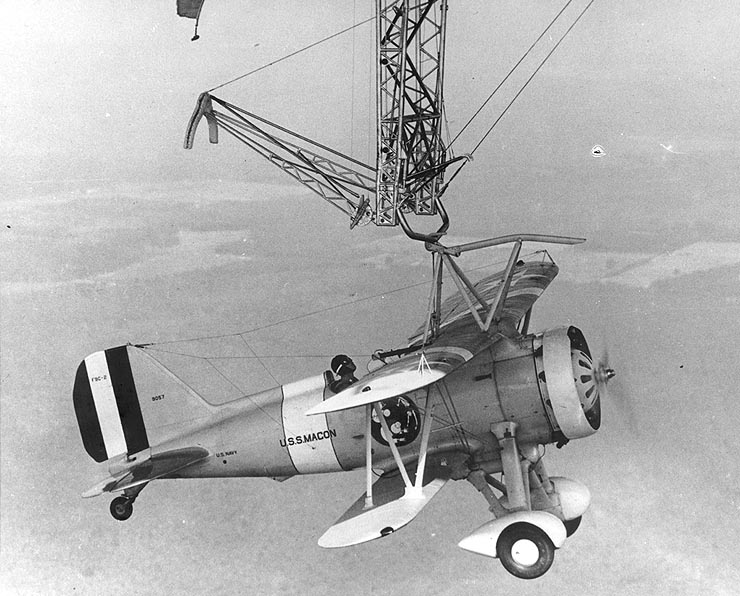
Aeronave de ataque Sparrowhawk en su exterior, lista para ser lanzada
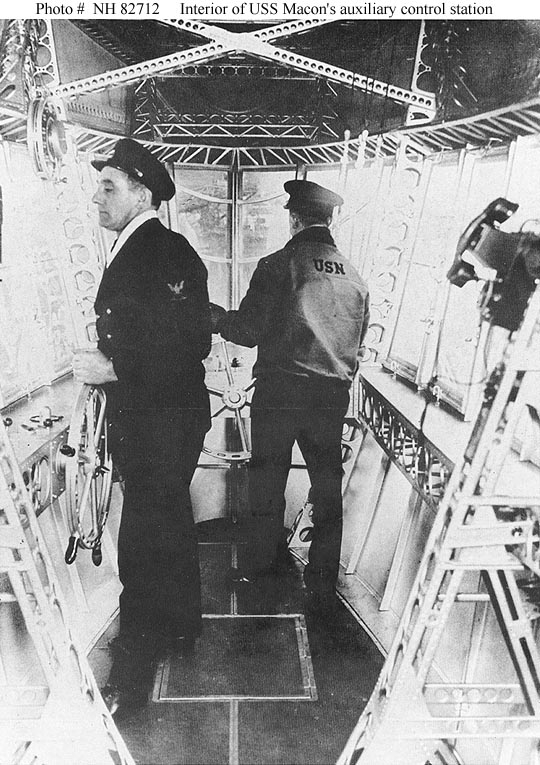
Dentro del módulo de control secundario del Macon'
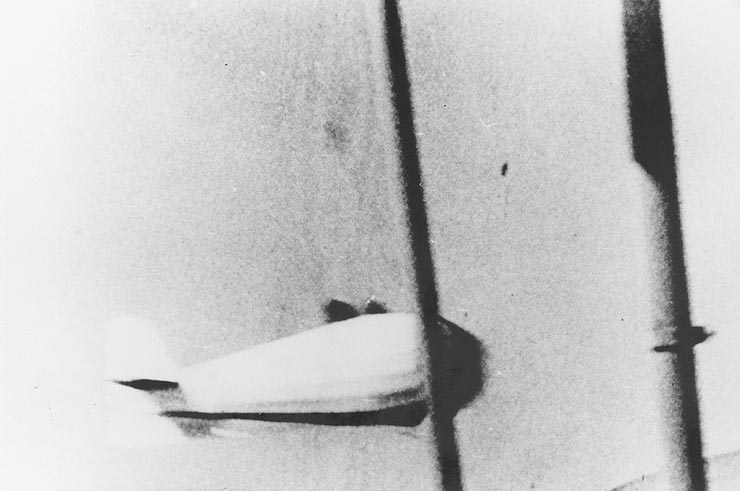
Vista desde la canasta de espionaje del Macon, que podía ser descolgada por debajo de las nubes

El primer avión operado desde el Macon se lanzó al aire el 6 de julio de 1933, durante unos vuelos de prueba en Lakehurst (Nueva Jersey). Los aviones estaban almacenados en bahías dentro del casco y fueron lanzados y recuperados usando un trapecio especial.

### 1934
En 1934, biplanos de dos asientos Waco UBF XJW-1 equipados con ganchos especiales para sujetarse al dirigible fueron enviados para ser transportados en el USS Macon.
En junio de 1934, el comandante general Herbert V. Wiley asumió el control de la aeronave, y poco tiempo después sorprendió al presidente Franklin D. Roosevelt (y a la Armada) cuando el Macon buscó y localizó al crucero pesado USS Houston, que entonces llevaba al presidente de vuelta de un viaje a Hawái. Se lanzaron algunos periódicos desde el dirigible al barco para al presidente. Desde el crucero se envió el siguiente mensaje a la aeronave: Desde el Houston: 1519 el presidente lo felicita a usted y a sus aeroplanos por su excelente actuación y navegación 1210 y 1519. Bien hecho y gracias por los periódicos el Presidente 1245. El comandante de la flota, el almirante Joseph M. Reeves, estaba disgustado por este asunto, pero no así el comandante de la Oficina de Aviación, el almirante Ernest J. King.
Wiley, uno de los tres sobrevivientes del accidente aéreo del Akron (también derribado por una tormenta, en 1933), fue ascendido a comandante, llegando a capitán del acorazado West Virginia en los dos años finales de la Segunda Guerra Mundial, retirándose de la marina en 1947 con el grado de almirante.
El lugar del accidente del Macon fue incorporado a la lista del Registro Nacional de Lugares Históricos de los Estados Unidos el 29 de enero de 2010. La ubicación del accidente permanece en secreto y está dentro de un santuario marino, el Santuario Marino Nacional de la Bahía de Monterrey. No es accesible para buzos debido a que está a 457 m de profundidad.

## Características
Historial
- Nombre:		USS Macon

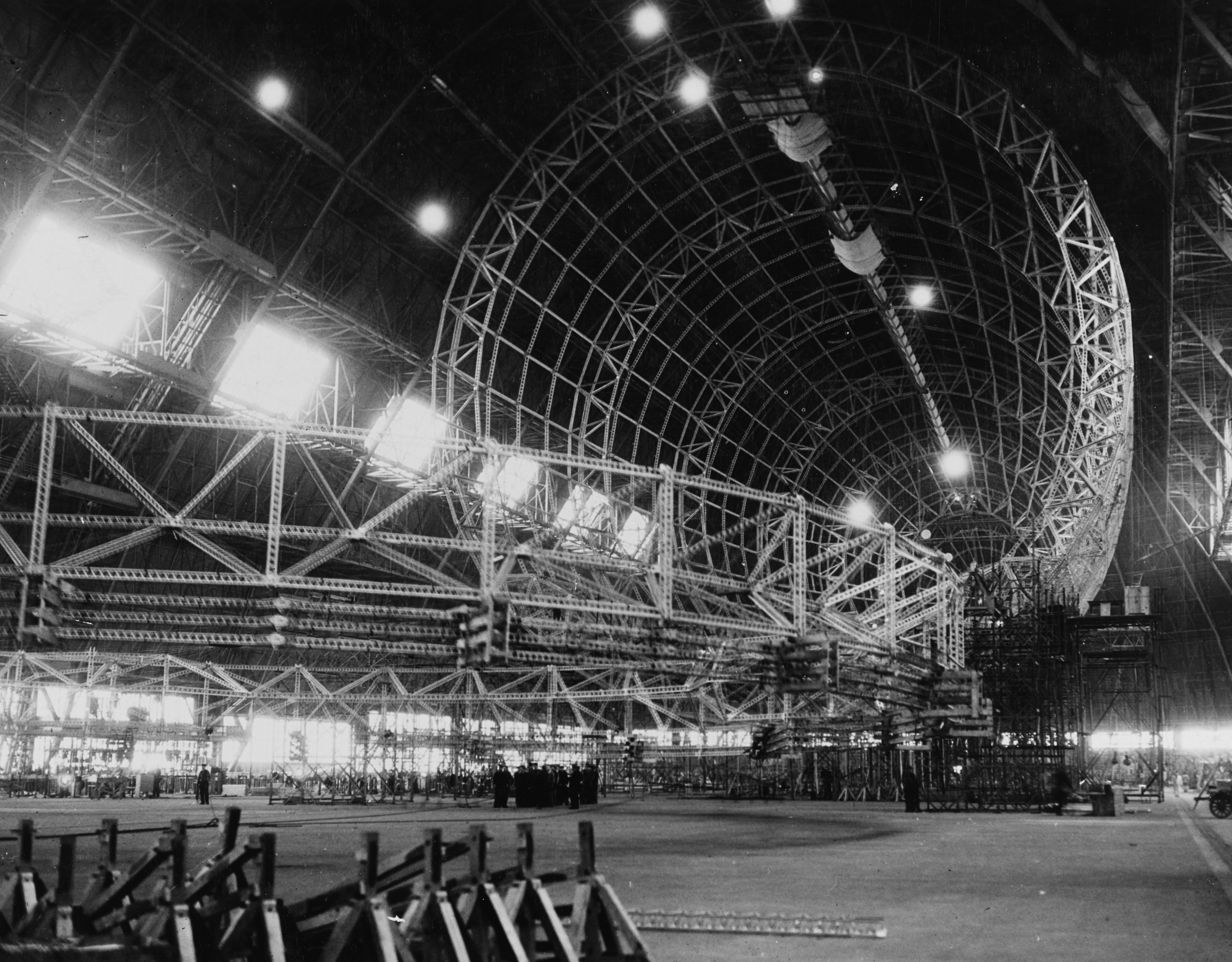
Construcción del Macon en el Goodyear Airdock

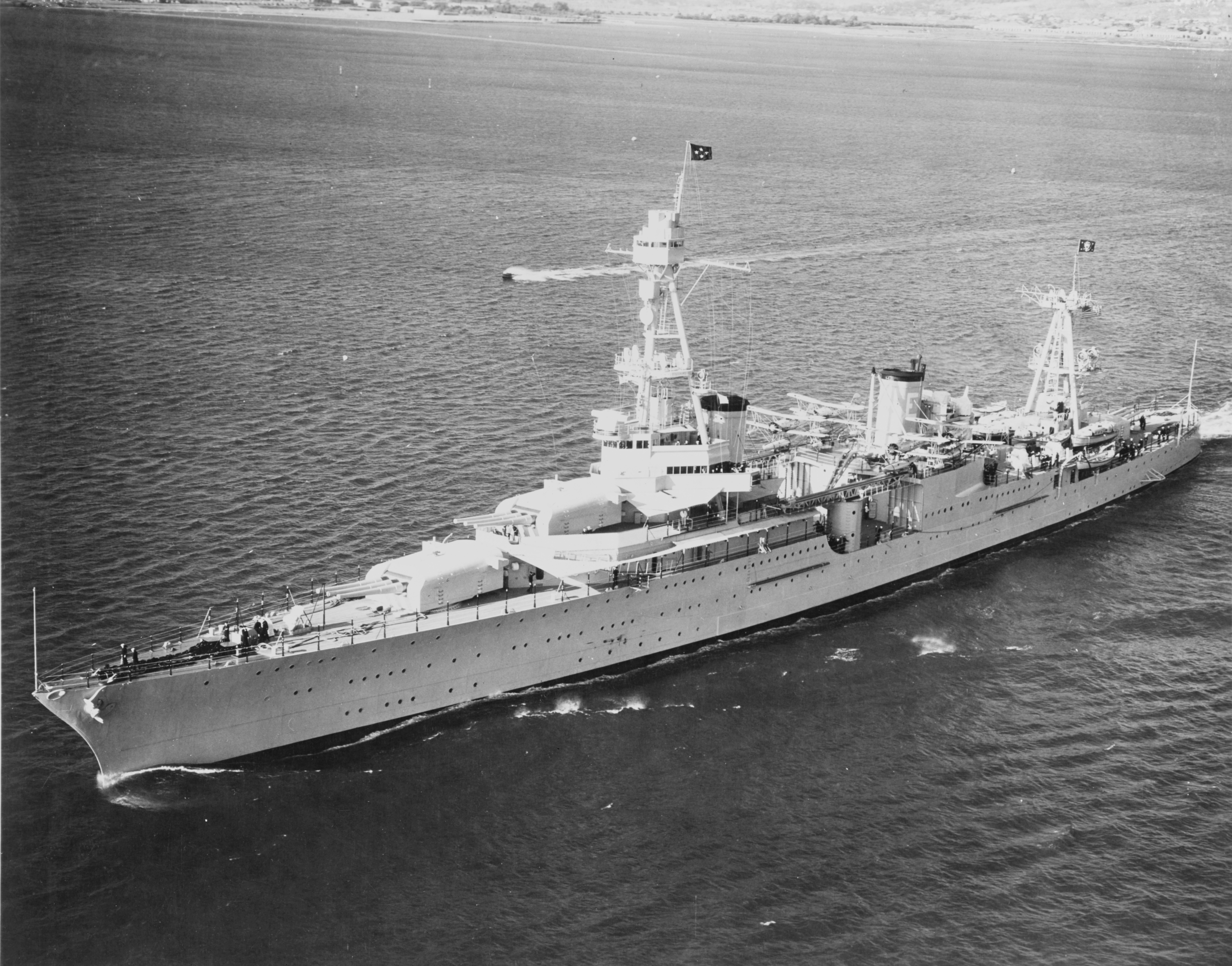
Mientras realizaba un vuelo de larga duración sobre el Pacífico, el Macon pudo localizar y rastrear al crucero, que transportaba al Presidente Roosevelt en un viaje desde Hawái hacia Washington.

- Epónimo:		Ciudad de Macon (Georgia)
- Constructor:		Compañía Goodyear-Zeppelin , Springfield Township, Ohio
- Iniciado:		Mayo de 1931
- Primer vuelo:		11 de marzo de 1933
- Madrina:		Jeanette Whitton Moffett
- Alta:			23 de junio de 1933
- Baja:			26 de febrero de 1935
- Identificación:	Número de casco : ZRS-5
- Final:		Se estrelló en la costa de California, el 12 de febrero de 1935

Dimensiones
- Clase y tipo:		Dirigible de la clase Akron
- Desplazamiento:	209.580,3 m³
- Longitud:		239,3 m
- Diámetro del casco:	40,5 m
- Altura:		44,6 m
- Potencia instalada:	560 CV por motor
- Propulsión:		Ocho motores de inyección Maybach VL-2 de 12 cilindros en V a 60° y 33.251 cc

refrigerados por agua, de 560 CV a 1.600 rpm cada uno.
Hélices de tres palas metálicas de paso variable
- Velocidad:		55 nudos (102 km/h; 63 mph) (crucero)

75 nudos (139 km h; 86 mph) (máximo)
- Alcance:		11.000 km a 19 km/h
- Dotación:		60 tripulantes
- Armamento:		8 ametralladoras calibre .30
- Aviones a bordo:	5 Curtiss F9C Sparrowhawk
- Lanzamiento:		1 trapecio de lanzamiento de aviones